# Jake T. Austin
Jake Toranzo Austin Szymanski (Nova York, 3 de Dezembro de 1994), mais conhecido como Jake T. Austin, é um ator norte-americano que protagonizou a série de sucesso "Os Feiticeiros de Waverly Place", a qual teve 4 temporadas, exibidas no Disney Channel, interpretando Max Russo, ao lado de Selena Gomez e David Henrie.

## Biografia
Jake Toranzo Austin Szymanski nasceu na cidade de Nova York, filho de Giny e Joey Szymanski, seu pai é de ascendência polonesa, irlandesa e inglesa e sua mãe é descendente de porto-riquenhos e argentinos.
Jake decidiu que queria ser ator aos 10 anos, e sua avó o matriculou em uma escola de interpretação. Sua carreira iniciou-se desde então. Atualmente mora em New York.
Tem uma irmã mais nova de 7 anos de idade, chamada Ava. Seus esportes favoritos são surf, snowboarding, skate e beisebol.
Atualmente é mais conhecido por interpretar Max Russo, uma das estrelas da série "Os Feiticeiros de Waverly Place" do Disney Channel. Já fez e faz dublagem de desenhos e filmes, como o conhecido desenho infantil Go Diego, Go!, no qual Jake dublava o personagem principal, Diego, quando era criança.

## Filmografia

### Filmes
| Ano  | Título                                 | Papel               | Notas                                             |
| ---- | -------------------------------------- | ------------------- | ------------------------------------------------- |
| 2006 | The Ant Bully                          | Nicky (Voz)         | Voz em Elenco Principal                           |
| 2006 | Everyone's Hero                        | Yankee Irving (Voz) | Voz.                                              |
| 2007 | Johnny Kapahala: Back on Board         | Chris               | Elenco Principal, Disney Channel Original Movies. |
| 2007 | The Perfect Game                       | Angel Macias        | Participação.                                     |
| 2009 | Hotel for Dogs                         | Bruce               | Protagonista, Elenco Principal.                   |
| 2009 | Wizards of Waverly Place: The Movie    | Max Russo           | Protagonista                                      |
| 2011 | Rio                                    | Fernando (Voz)      | Voz em Elenco Principal.                          |
| 2011 | New Year's Eve                         | Seth                | Participação.                                     |
| 2013 | Wizards of Waverly Place: Alex vs Alex | Max Russo           | Protagonista                                      |
| 2013 | Khumba                                 | Khumba (Voz)        | Protagonista, voz em elenco principal.            |
| 2014 | Rio 2                                  | Fernando (Voz)      | Voz em Elenco Secundário.                         |
| 2017 | Emoji: O Filme                         | Alex (Voz)          | Voz em elenco principal                           |
| 2017 | The Valley                             | Chris               |                                                   |

### Televisão
| Ano       | Título                               | Papel         | Notas                                                      |
| --------- | ------------------------------------ | ------------- | ---------------------------------------------------------- |
| 2003      | Late Show with David Letterman       | Kid 1698      | Episódio de 23 de Dezembro de 2003                         |
| 2005      | Go, Diego, Go                        | Diego (Voz)   | Nickelodeon, voz do personagem principal                   |
| 2006      | A.K.A.                               | CJ            | Série que não foi ao ar                                    |
| 2007-2011 | Os Feiticeiros de Waverly Place      | Max Russo     | Elenco principal                                           |
| 2009      | The Suite Life on Deck               | Max Russo     | Wizards on Deck with Hannah Montana, Participação Especial |
| 2012      | Law & Order: SVU                     | Rob Fish      | Home Invasions, Participação especial                      |
| 2012      | Drop Dead Diva                       | Samuel Forman | "Home", Participação especial                              |
| 2013-2014 | The Fosters                          | Jesus         | Elenco Principal                                           |
| 2016      | Dancing with the Stars               | Ele mesmo     | Participante na 23ª temporada                              |
| 2024      | Os Feiticeiros Além de Waverly Place | Max Russo     | Participação Especial                                      |

### Outros
| Ano  | Notas                                                       |
| ---- | ----------------------------------------------------------- |
| 2009 | Música "Could You Be The One - Keana Texeira (G-Girlz)"     |
| 2009 | Videoclipe e direção de "Watching Over You - Whitney Kelly" |

## Prêmios & Indicações
| Awards | Awards                          | Awards                                          | Awards                                                              | Awards                   | Awards    | Awards |
| Ano    | Prêmio                          | Categoria                                       | Papel                                                               | Filme / Série            | Resultado |        |
| ------ | ------------------------------- | ----------------------------------------------- | ------------------------------------------------------------------- | ------------------------ | --------- | ------ |
| 2006   | Young Artist Award              | Melhor Dublador - Ator Jovem                    | Diego                                                               | Go, Diego, Go!           | Indicado  |        |
| 2007   | Imagen Award                    | Melhor ator - Televisão                         | Diego                                                               | Go, Diego, Go!           | Indicado  |        |
| 2007   | Young Artist Award              | Melhor Dublador - Ator Jovem                    | Yankee Irving                                                       | Everyone's Hero          | Indicado  |        |
| 2008   | ALMA Award                      | Performance Masculina em Série de TV de Comédia | Max Russo                                                           | Wizards of Waverly Place | Indicado  |        |
| 2008   | Young Artist Award              | Melhor ator novo em série de Tv                 | Max Russo (Shared with: Selena Gomez, David Henrie, Jennifer Stone) | Wizards of Waverly Place | Indicado  |        |
| 2009   | ALMA Award                      | Melhor ator do ano em comedia                   | Max Russo                                                           | Wizards of Waverly Place | Indicado  |        |
| 2009   | Imagen Award                    | Melhor ator - Televisão                         | Max Russo                                                           | Wizards of Waverly Place | Indicado  |        |
| 2009   | Teen Choice Award               | Escolha TV: Sidekick                            | Max Russo                                                           | Wizards of Waverly Place | Indicado  |        |
| 2009   | Young Artist Award              | Melhor Performance em Série de TV               | Max Russo                                                           | Wizards of Waverly Place | Indicado  |        |
| 2010   | Young Artist Award              | Melhor Performance em um Longa-Metragem         | Bruce                                                               | Hotel for Dogs           | Indicado  |        |
| 2010   | Young Artist Award              | Melhor Performance em Série de TV               | Max Russo                                                           | Wizards of Waverly Place | Indicado  |        |
| 2012   | Hollywood Teen TV Awards        | Ator de TV favorito                             | Max Russo                                                           | Wizards of Waverly Place | Venceu    |        |
| 2013   | Nickelodeon Kids' Choice Awards | Ator de TV favorito                             | Max Russo                                                           | Wizards of Waverly Place | Indicado  |        |
| 2013   | Teen Choice Award               | Summer TV Star: Masculino                       | Jesus Foster                                                        | The Fosters              | Indicado  |        |